# Nikolaj Villumsen
Nikolaj Villumsen (nascut el 28 de febrer del 1983 a Aarhus, Dinamarca) és un polític danès qui és membre del Parlament Europeu d'ençà el 2019 amb el partit Esquerra Unitària Europea/Esquerra Verda Nòrdica (GUE/NGL) pel districte Sjællands Storkreds i del qual n'esdevé vicepresident el 18 de juliol del 2019. Nikolaj Villumsen es va graduar el 2003 a l'escola Risskov Gymnasium i el 2009 es va llicenciar d'història a la Universitat de Copenhaguen.